# Dyskografia Virgin
Dyskografia Virgin – polskiego zespołu muzycznego grającego muzykę pop, pop rock i rock, składa się z czterech albumów studyjnych, jednego albumu koncertowego, jednego box setu, dwunastu singli, dwóch promo oraz dwunastu teledysków.
Debiutancki album zespołu zatytułowany Virgin został wydany 5 września 2002 roku. Pochodzący z niego singel „To ty” zajął 27. pozycję na Szczecińskiej Liście Przebojów, zaś utwór „Mam tylko ciebie” uplasował się na 15. miejscu listy. Album dotarł do 31. miejsca listy OLiS.
W maju 2004 roku wydano drugi album zespołu zatytułowany Bimbo, który w drugim tygodniu sprzedaży zajął 1. miejsce zestawienia OLiS. Promujący album singel „Dżaga” dotarł do 5. pozycji listy przebojów Top-15 Wietrznego Radia. Kolejnymi singlami promującymi album były utwory „Kolejny raz” oraz „Nie zawiedź mnie”.
24 października 2005 roku ukazał się trzeci album studyjny Virgin zatytułowany Ficca, który od lipca 2006 roku przez sześć kolejnych tygodni przebywał na szczycie listy sprzedaży OLiS. Wydawnictwo uzyskało status potrójnej platynowej płyty w Polsce. Promowały go utwory „2 bajki” oraz „Znak pokoju”, który to zdobył dla zespołu nagrodę Słowika publiczności podczas festiwalu w Sopocie w 2005 roku. Komercyjny sukces albumu spowodował wydanie jego reedycji promowanej singlem „Szansa”, dzięki któremu zespół zwyciężył w konkursie Premiery podczas XLIII Krajowego Festiwalu Piosenki Polskiej w Opolu.
W listopadzie 2006 roku wydano box set zawierający wszystkie trzy albumy zespołu, wideo przedstawiające kulisy XLIII Krajowego Festiwalu Piosenki Polskiej w Opolu oraz teledysk z wakacji Doroty Rabczewskiej i Radosława Majdana.
Na początku stycznia 2007 roku zespół został rozwiązany. W 2016 roku zespół został reaktywowany i wydał utwór „Hard Heart” w wersji promo, którego polskojęzyczna wersja piosenki zatytułowana „Niebezpieczna kobieta” została oficjalnie pierwszym singlem promującym czwarty studyjny album grupy Choni oraz jednocześnie utworem przewodnim filmu Pitbull. Niebezpieczne kobiety w reżyserii Patryka Vegi. Premiera albumu Choni miała miejsce 10 listopada 2016 roku. Drugi singel z płyty, „Kopiuj-wklej”, również ukazał się w listopadzie 2016 i w zaledwie trzy miesiące pokrył się złotem pomimo braku wsparcia ze strony rozgłośni radiowych. 7 maja 2018 roku miała premiera singla „Miłość na etat”, do którego powstał teledysk dokumentujący ślub wokalistki zespołu.

## Albumy studyjne
| Rok | Dane dot. albumu                                                                                        | Najwyższe pozycje na listach | Najwyższe pozycje na listach | Certyfikat                | Sprzedaż       |
| Rok | Dane dot. albumu                                                                                        | POL                          | EU                           | Certyfikat                | Sprzedaż       |
| --- | --- | ---------------------------- | ---------------------------- | ------------------------- | -------------- |
| 2002 | Virgin - Wydany: 5 września 2002 - Wytwórnia: Universal Music Polska - Format: CD, digital download     | 31                           | –                            | - POL: złota płyta        | - POL: 15 000+ |
| 2004 | Bimbo - Wydany: 17 maja 2004 - Wytwórnia: Universal Music Polska - Format: CD, digital download         | 1                            | –                            | - POL: platynowa płyta    | - POL: 30 000+ |
| 2005 | Ficca - Wydany: 24 października 2005 - Wytwórnia: Universal Music Polska - Format: CD, digital download | 1                            | 71                           | - POL: 3× platynowa płyta | - POL: 90 000+ |
| 2016 | Choni - Wydany: 10 listopada 2016 - Wytwórnia: Universal Music Polska - Format: CD, digital download    | 24                           | X                            |                           |                |
| „–” oznacza, że album nie był notowany na danej liście. „X” oznacza, że lista nie istniała w danym okresie. | |                              |                              |                           |                |

## Albumy koncertowe
| Rok  | Dane dot. albumu |
| ---- | --- |
| 2014 | Virgin – Akustycznie, Live at Hear Studio - Data: 15 kwietnia 2014 - Wydawca: Universal Music Polska - Format: digital download |

## Box sety
| Rok  | Dane dot. box setu                                                                          |
| ---- | ------------------------------------------------------------------------------------------- |
| 2006 | Virgin Box - Wydany: 27 listopada 2006 - Wytwórnia: Universal Music Polska - Format: CD+DVD |

## Single
| Rok | Tytuł                   | Najwyższe pozycje na listach | Najwyższe pozycje na listach | Najwyższe pozycje na listach | Najwyższe pozycje na listach | Najwyższe pozycje na listach | Certyfikat         | Sprzedaż       | Album  |
| Rok | Tytuł                   | SLiP                         | WiR                          | RMF                          | LP3                          | 30 ton                       | Certyfikat         | Sprzedaż       | Album  |
| --- | ----------------------- | ---------------------------- | ---------------------------- | ---------------------------- | ---------------------------- | ---------------------------- | ------------------ | -------------- | ------ |
| 2002 | „To ty”                 | 27                           | –                            | –                            | –                            | –                            |                    |                | Virgin |
| 2002 | „Mam tylko ciebie”      | 15                           | –                            | –                            | –                            | –                            |                    |                | Virgin |
| 2004 | „Dżaga”                 | –                            | 5                            | –                            | –                            | 1                            |                    |                | Bimbo  |
| 2004 | „Kolejny raz”           | –                            | –                            | –                            | –                            | 24                           |                    |                | Bimbo  |
| 2005 | „Nie zawiedź mnie”      | –                            | –                            | –                            | 41                           | –                            |                    |                | Bimbo  |
| 2005 | „Znak pokoju”           | 24                           | 2                            | 3                            | –                            | 6                            |                    |                | Ficca  |
| 2005 | „2 bajki”               | 12                           | 9                            | –                            | –                            | 7                            |                    |                | Ficca  |
| 2006 | „Szansa”                | 13                           | 15                           | –                            | –                            | X                            |                    |                | Ficca  |
| 2016 | „Niebezpieczna kobieta” | –                            | –                            | –                            | –                            | X                            |                    |                | Choni  |
| 2016 | „Kopiuj-wklej”          | –                            | –                            | –                            | –                            | X                            | - POL: złota płyta | - POL: 10 000+ | Choni  |
| 2017 | „Sens”                  | –                            | –                            | –                            | –                            | X                            |                    |                | Choni  |
| 2018 | „Miłość na etat”        | –                            | –                            | –                            | –                            | X                            |                    |                | Choni  |
| „–” oznacza, że singel nie był notowany na danej liście. „X” oznacza, że lista nie istniała w danym okresie. |                         |                              |                              |                              |                              |                              |                    |                |        |

## Promo
| Rok | Tytuł |
| --- | --- |
| 2007 | \| Największe przeboje![28] \| \| ------------------------------------------------------------------------------------------------------------------------------------ \| \| 1. „Szansa” – 3:50 2. „2 bajki” – 3:58 3. „Dla R.” – 3:48 4. „Dezyda” – 4:02 5. Zwiastun filmu: „Ale kryzys! Doda & Radek w Meksyku” \| |
| 2016 | „Hard Heart” |
| Największe przeboje! | |
| 1. „Szansa” – 3:50 2. „2 bajki” – 3:58 3. „Dla R.” – 3:48 4. „Dezyda” – 4:02 5. Zwiastun filmu: „Ale kryzys! Doda & Radek w Meksyku” | |

## Teledyski
| Rok  | Tytuł                   | Reżyser                          |
| ---- | ----------------------- | -------------------------------- |
| 2002 | „To Ty”                 | Tomasz Lubert                    |
| 2002 | „Mam tylko Ciebie”      | Adrian Rafalski, Doda            |
| 2004 | „Dżaga”                 | Michał Bryś                      |
| 2004 | „Kolejny raz”           | –                                |
| 2005 | „Nie zawiedź mnie”      | –                                |
| 2005 | „Znak pokoju”           | Tadeusz Śliwa                    |
| 2005 | „2 bajki”               | Jakub Miszczak                   |
| 2006 | „Szansa”                | Anna Maliszewska                 |
| 2016 | „Niebezpieczna kobieta” | Mirosław Kuba Brożek             |
| 2016 | „Kopiuj-wklej”          | Justyna Dudek, Marek Marlikowski |
| 2017 | „Sens”                  | Justyna Dudek                    |
| 2018 | „Miłość na etat”        | Antonio De Pérez                 |